# Tha Carter
Tha Carter es el cuarto álbum de estudio del rapero estadounidense Lil Wayne, estrenado el 29 de junio de 2004 por Cash Money y Universal Records.

## Antecedentes
El álbum fue el último en contar con la colaboración del productor Mannie Fresh, debido a su salida de la discográfica. El nombre del álbum se refiere al apellido de Lil Wayne. Tha Carter dio lugar a cuatro secuelas: Tha Carter II, Tha Carter III y Tha Carter IV y una quinta Tha Carter V que según el propio Tunechi, será el último de su carrera.

## Recepción

### Rendimiento comercial
El álbum debutó en la quinta posición del Billboard 200 y en la segunda posición del Billboard Top R&B/Hip-Hop Albums, con 116 000 copias vendidas en su primera semana. El álbum fue certificado platino por RIAA y ha vendido más de 878 000 copias en los Estados Unidos.

## Lista de canciones
| N.º   | Título                                  | Escritor(es) | Productor(es)            | Duración |  |
| 1.    | «Walk In»                               |              | Mannie Fresh             | 5:20     |  |
| 2.    | «Go D.J.»                               |              | Mannie Fresh             | 2:27     |  |
| 3.    | «This Is The Carter» (con Mannie Fresh) |              | Mannie Fresh             | 4:31     |  |
| 4.    | «BM J.R.»                               |              | Mannie Fresh, Batman     | 4:23     |  |
| 5.    | «On the Block #1» (sketch)              |              |                          | 3:23     |  |
| 6.    | «I Miss My Dawgs» (con Reel)            |              | Mannie Fresh, Raj Smoove | 4:35     |  |
| 7.    | «We Don't» (con Birdman)                |              | Leslie Brathwaite        | 4:09     |  |
| 8.    | «On My Own» (con Reel)                  |              | Mannie Fresh             | 4:28     |  |
| 9.    | «Tha Heat»                              |              | Raj Smoove               | 4:36     |  |
| 10.   | «Cash Money Millionaires»               |              | Mannie Fresh             | 4:42     |  |
| 11.   | «Inside»                                |              | Mannie Fresh             | 1:30     |  |
| 12.   | «Bring It Back» (con Mannie Fresh)      |              | Mannie Fresh             | 4:21     |  |
| 13.   | «Who Wanna»                             |              | Raj Smoove               | 4:32     |  |
| 14.   | «On The Block #2» (sketch)              |              |                          | 0:23     |  |
| 15.   | «Get Down» (con Birdman)                |              | Mannie Fresh             | 4:32     |  |
| 16.   | «Snitch»                                |              | Mannie Fresh             | 3:55     |  |
| 17.   | «Hoes» (con Mannie Fresh)               |              | Mannie Fresh             | 4:32     |  |
| 18.   | «Only Way» (con Birdman)                |              | Mannie Fresh             | 4:33     |  |
| 19.   | «Earthquake» (con Jazze Pha)            |              | Jazze Pha                | 5:16     |  |
| 20.   | «Ain't That a Bitch»                    |              | Mannie Fresh             | 4:17     |  |
| 21.   | «Walk Out»                              |              | Mannie Fresh             | 1:08     |  |
| 79:07 |                                         |              |                          |          |  |

## Listas
| Lista (2004)                          | Posición máxima |
| ------------------------------------- | --------------- |
| Estados Unidos Billboard 200          | 5               |
| Estados Unidos Top R&B/Hip-Hop Albums | 2               |